# Whitby Abbey
Whitby Abbey var ett kristet kloster i norra England, etablerat på 600-talet e.Kr. Klostret härjades av danska vikingar i slutet av 860-talet, men återetablerades senast 1078 och sedan igen på tidigt 1100-tal. Det första klostret följde keltisk tradition medan de högmedeltids klostren följde Benediktinerordens klosterregel.
Whitby Abbey avvecklades 1539 i samband med klosterupplösningen under den engelska reformationen, varefter det under några århundraden tillhörde privata ägare. I början av 1900-talet lämnades klostret till staten. Idag ägs och förvaltas fastigheten av kulturarvsmyndigheten Historic England. 
Klosterkyrkan är placerad på en höjd med utsikt över Nordsjön på East Cliff, ovanför Whitby. Ruinerna har därmed utgjort landmärke för sjöfarten.

## Streoneshalh – Sankt Hildas kloster

### Grundande

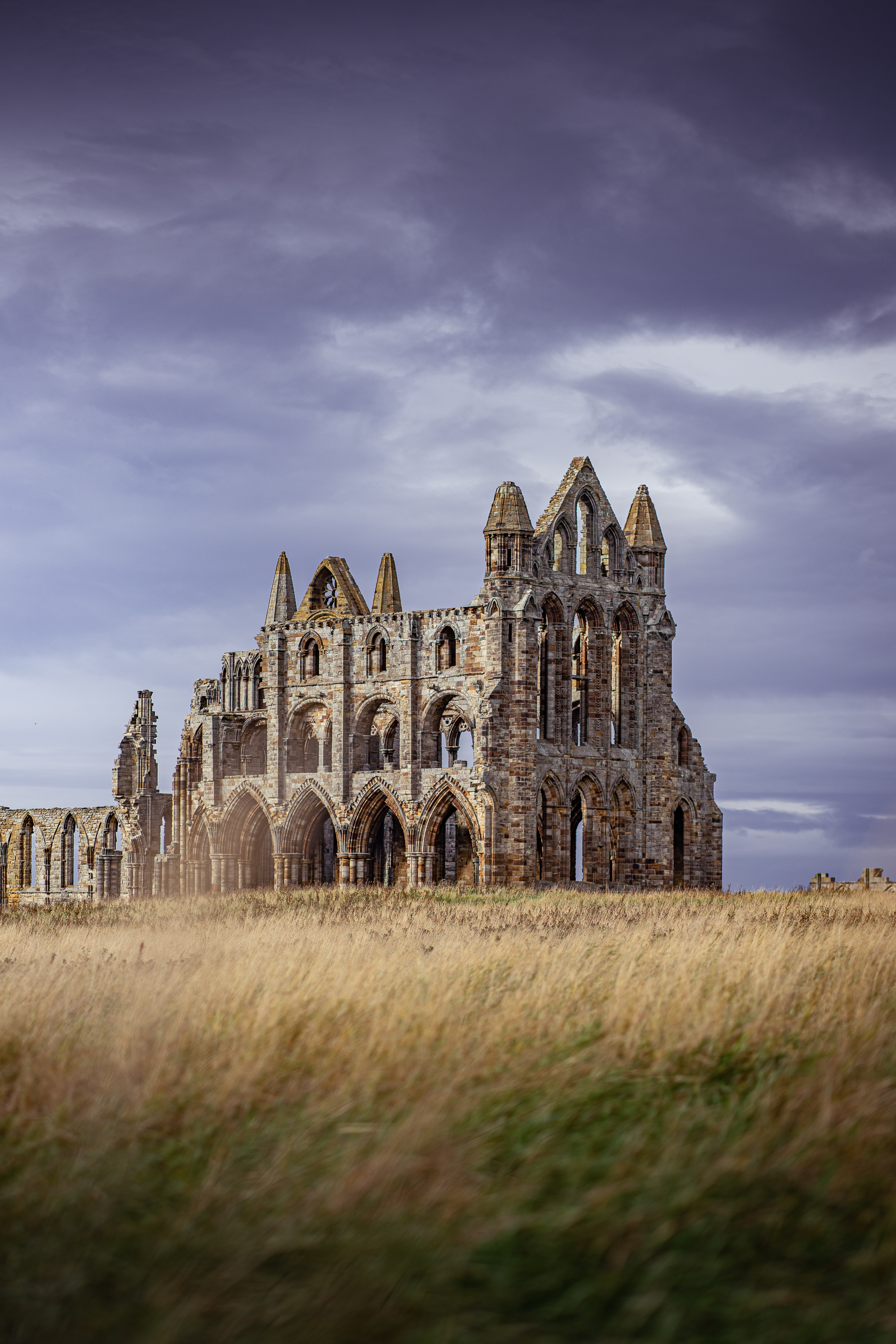

Det första klostret grundades 657 e.Kr. under Oswiu, den anglo-saxiska kungen av Northumbria. Platsens namn var ursprungligen Streoneshalh, på höjden ovanför dagens Whitby. Kung Oswiu hade lovat att skänka land till ett nytt kloster om han lyckades besegra den siste hedniske kungen av Mercia. Det är möjligt att klostret vid Streoneshalh kom till genom en sådan markgåva efter slaget vid Winwaed 655, där Oswiu gick segrande ur striden mot kung Penda av Mercia.
Klart är i varje fall att en nunna och adelsdam vid namn Hilda (eller Hild) fick tillgång till land vid Whitby, och enligt Beda byggde eller organiserade hon ett kloster där. Klosterområdet tycks ha varit ordnat enligt keltisk tradition med upp till ett fyrtiotal oratorier och celler (bostäder) för munkar och nunnor.

### Hilda av Whitby

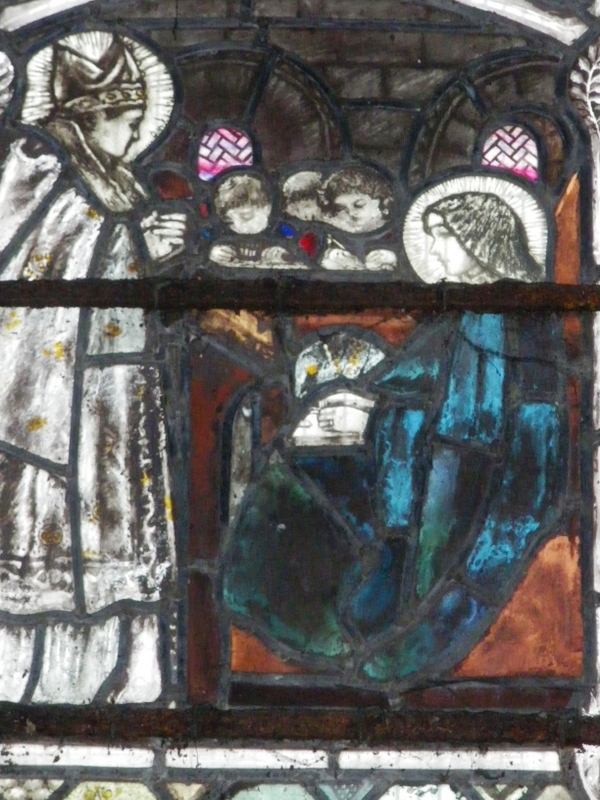
Aidan av Lindisfarne besöker Hilda. Målning i Katedralen i Gloucester.

Biskop Aidan av Lindisfarne hade utsett adelskvinnan Hilda till ledare av ett nytt kloster nära floden Wear redan år 647. Hilda levde där under ett års tid, tillsammans med ett fåtal systrar. Efter ett år utsåg Aidan Hilda till ny abbedissa över dubbelklostret i Hartlepool. Här undervisades Hilda av biskop Aidan och andra teologer, och inordnade klostret under den klosterregel och lära som hon undervisats i.
Först tio år senare, 657, lämnar Hilda Hartlepool för att grunda det nya klostret vid Streaneshalch. Det är troligt att Hilda och klostret följde keltisk kristen tradition, då biskop Aidan hade sin bakgrund på Iona och de båda tog ställning för den keltiska doktrinen vid den kommande Synoden i Whitby. Byggnadsstilen med många små kapell och bostäder i Whitby följde också keltiskt mönster. Beda skriver att Hilda lade stor vikt vid att bröderna skulle läsa Bibeln, öva sig i andliga dygder och på så sätt förbereda sig för kyrkliga uppdrag och altartjänst. Inte mindre än fem framtida biskopar utbildades i Whitby: Bosa (biskop av York), Hedda (biskop av Dorchester), Oftfor (biskop av Worcester), John (biskop av Hagulstad) och Wilfrid (biskop av York).
Under Hildas tid som abbedissa verkade även boskapsskötaren Caedmon vid klostret. Caedmon är en av få kända anglosaxiska poeter där både biografiskt material och diktning överlevt till vår tid. Enligt Beda drömde den oskolade lekmannabrodern att han lärde sig dikta. Efter att ha redogjort för sin dröm och sin diktning om världens skapelse för abbedissan upptogs han som munk och skolades i Bibelns texter för att kunna fortsätta sin diktning. Hans nioradiga drömdikt finns upptecknad av Beda.
Enligt Beda hade Hilda år 680 grundat ett dotterkloster eller cell i Hackness, cirka 13 miles från Whitby. Utöver Hackness anger Historic England även klostren i Middlesborough, Fishergate i York och Sankt Mikaels Hospital i Whitby som underställda Whitby Abbey.

### Danska och Normandiska eran
Klostret i Streoneshalch ödelades av danska vikingar under Ingwar och Ubba åren 867–870. Enligt William Page och Historic England är det oklart vad som skedde i klosterområdet de kommande två århundradena. Vid tiden för den Normandiska erövringen av England 1066 verkar klostret Whitby vara öde, medan byn eller staden Whitby växt upp nere vid hamnen. Men i Domesday Book som upprättades 1085–1086 finns ett prästboställe (Prestebi) upptaget, vilket skulle kunna tyda på närvaro av munkar eller annan kristen verksamhet även under den danska perioden.

## Whitby Abbey – Benediktinerklostret

### Återgrundandet

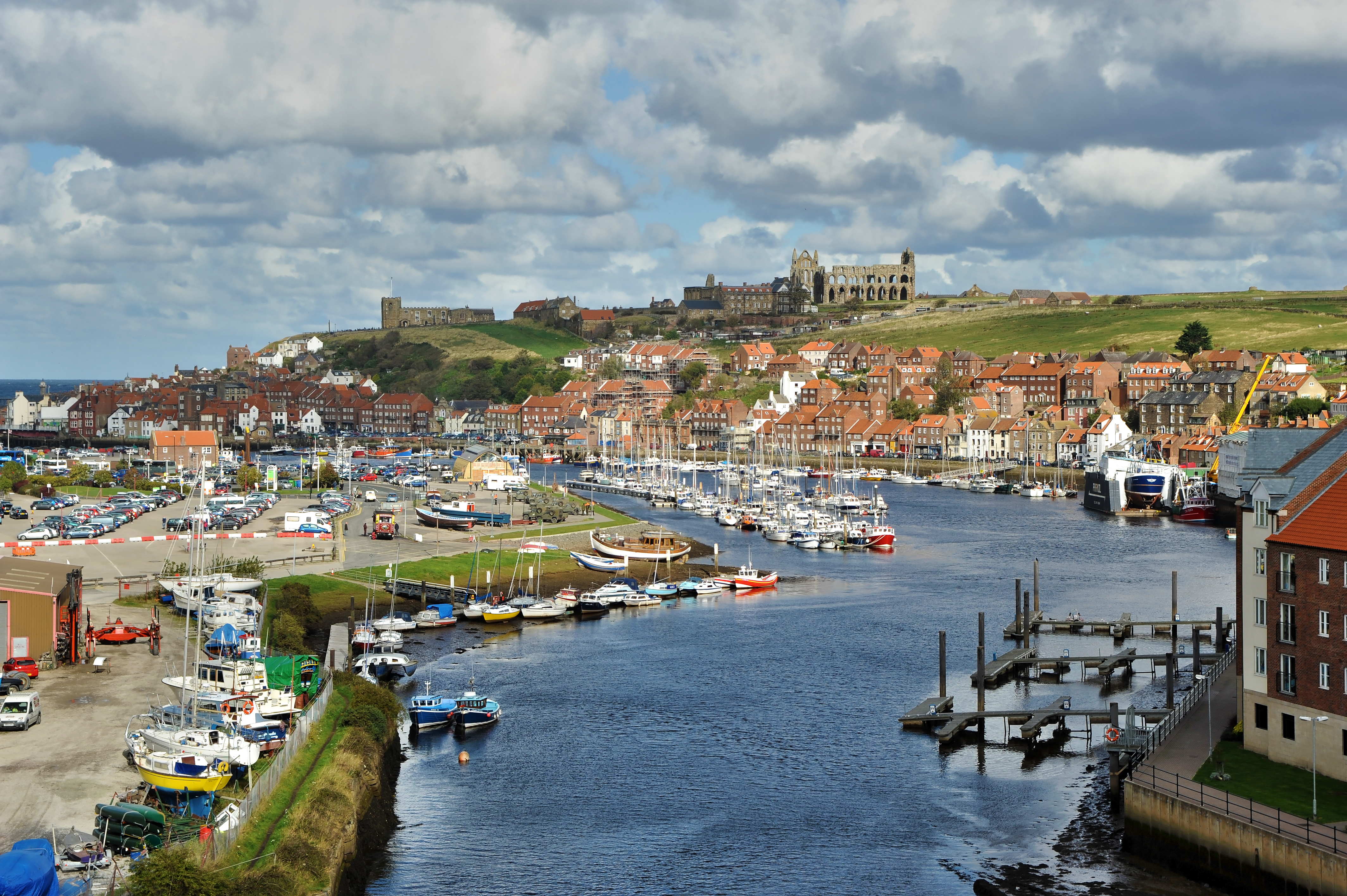
Whitby Abbey ligger högt på en udde ute i Nordsjön.

Någon gång mellan den Normandiska erövringen 1066 och år 1078 erhöll Reinfrid av Jarrow en markdonation för att bygga ett nytt kloster på platsen. De exakta villkoren beskrivs olika i de samtida källorna, minsta gemensamma nämnaren verkar enligt William Page vara att Reinfrid fick marken i gåva av William de Percy, 1:e baron Percy, tillsammans med två plogland, det vill säga det område som ett plogspann kunde plöja under en säsong. På platsen för det gamla klostrets fanns ett fyrtiotal förfallna och taklösa munkceller och oratorier. William Page beskriver dem som ordnade enligt keltisk tradition med ett flertal små kapell och bostäder.
Andra tänkbara tillgångar som kan ha ingått i donationen, eller som tillfallit klostret senare, är hamnen och staden Whitby, omkringliggande byar, kvarnar med mera. Källorna är dock inte eniga. Vid ett tillfälle ger stadsprivilegier till orgarna i Whitby, men när abboten dör återtar kapitlet privilegiebrevet och vinner så småningom kungens stöd för det.
Det nya klostret var ett rent munkkloster och följde den helige Benedikts ordensregel.

### Nytt uppehåll i klosterlivet
Strax efter prior Reinfeldts död tvingades munkarna återigen lämna Whitby. William Page beskriver en strid om makt och mark, mellan kyrkan och donatorn de Percys familj. Han tar även upp anfall från rövare, och munkarna flydde till klostret i Hackness. Maktstriden avgörs genom att donatorns bror Serlo de Percy tillträder som prior för klostret. Senare efterföljs han som prior av en brorson. Familjen de Percy gick segrande ur striden. Från tidigt 1100-tal är klostret i full funktion igen. Under andra halvan av 1100-talet fanns 36 munkar i klostret.

### Ombyggnation och arkitektur

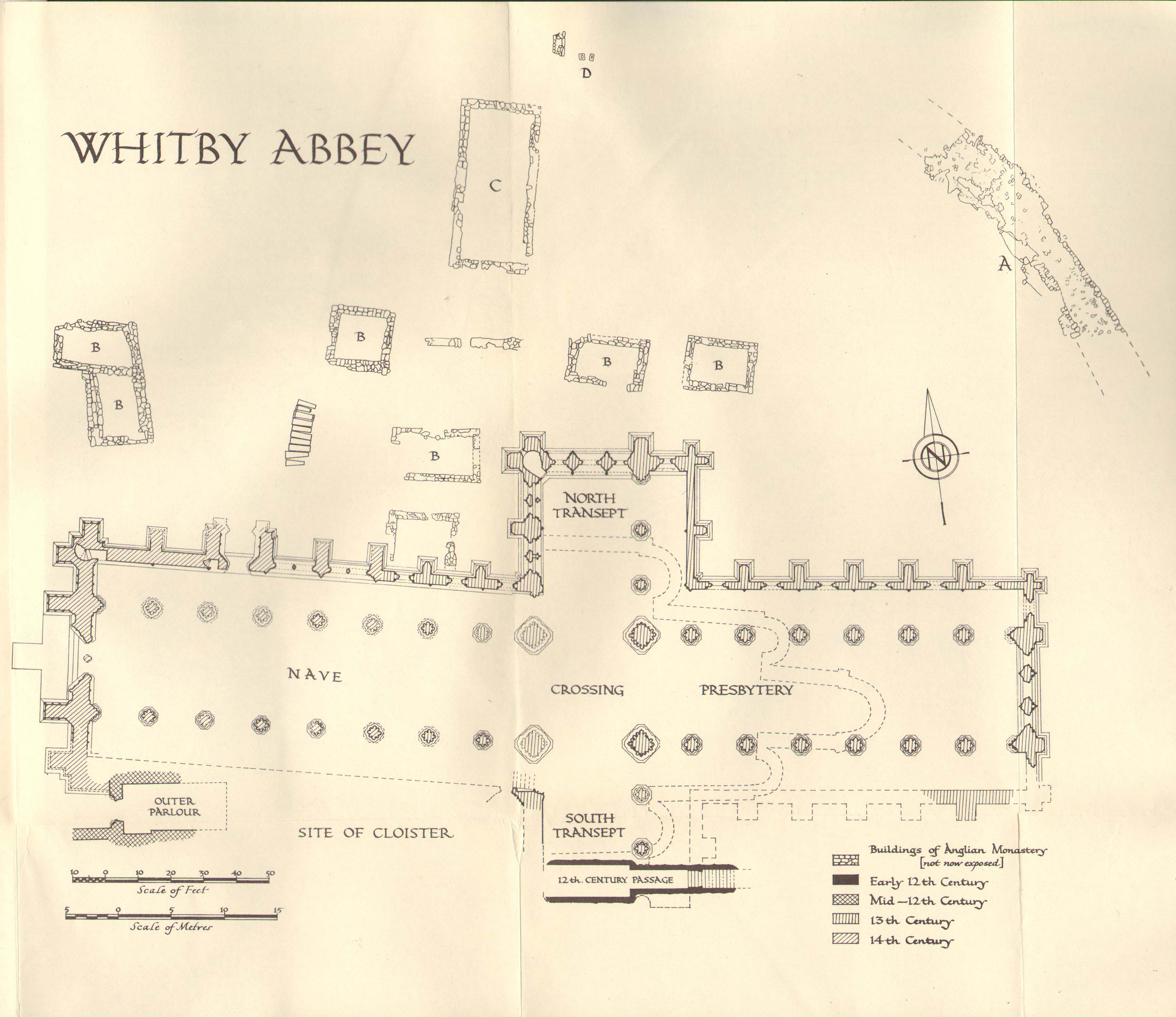
Ritning av Whitby Abbey, med byggnadens utveckling över tid.

Med början på 1220-talet genomgår klosterkyrkan en stor ombyggnation. Koret byggs om, därefter följde norra tvärskeppet och mittskeppets tre första valv under 1240-talet. Resten av mittskeppet byggs inte om förrän under 1300-talet, och renoveringen avslutas med en ny västfasad. Byggnationen sker i engelsk gotik, med lansettfönster i rikt skulpterade sättning på så väl insida som utsida.
Idag är ruinen av klosterkyrkan och Abbey House de enda kvarvarande byggnaderna i klostret. Kyrkans centraltorn och södra tvärskepp är kraftigt förfallna. Mittskeppet visar spår av ett välvt tak i sten, men saknar stora delar av väggarna och åtta travéer. Södra sidoskeppet är inte längre synligt. Men ända till tidigt 1700-tal stod mittskeppet till sin fulla höjd, och samtida bilder visar en rad kleristoriefönster. Det är först 1736 som södra tvärskeppet rasar, följt av stora delar av mittskeppet 1763 och centraltornet först 1830.
Klostrets bostäder och funktionsbyggnader låg på den södra sidan av mittskeppet, men med undantag av abbotens bostad förstördes de under den tid klostret var i privat ägo. Vissa enklare stenspår finns kvar, men utan en större utgrävning är det svårt att rekonstruera dessa byggnader. Abbotens bostad byggdes i stället om till bostadshus, men har sedan dess byggts ut med nya flyglar och förändrats kraftigt.

## Whitby Abbey i privat och statlig ägo

### Reformationen

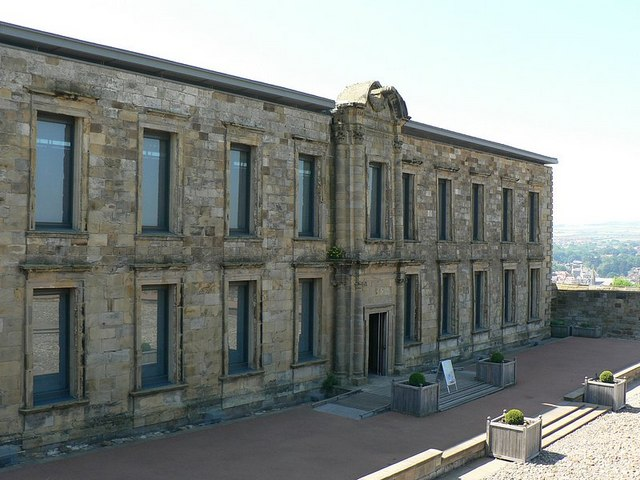
Cholmley House, vid klosterruinen.

Under Henrik VIII:s reformation upplöstes kloster och många klosterkyrkor revs. William Page menar att Whitby Abbey klarade sig undan för att kunna fortsätta fungera som landmärke för sjöfarten. Men klostret upplöstes och sir Richard Cholmley köpte klostrets byggnader och landområden av staten.
Familjen lät bygga om abbotens bostad till ett engelskt country house, kallat Cholmley House eller Abbey House. Släkten utökade huset under 1500-talet, och byggde om det 1634. Den södra längan av abbotens bostad utgör fortfarande kärnan i Abbey House. Den norra längan byggdes under 1670-talet. Samtidigt lät familjen riva många av klostrets andra bostäder och funktionsbyggnader. Byggmaterialet återanvändes eller fraktades bort.

### 1900-talet

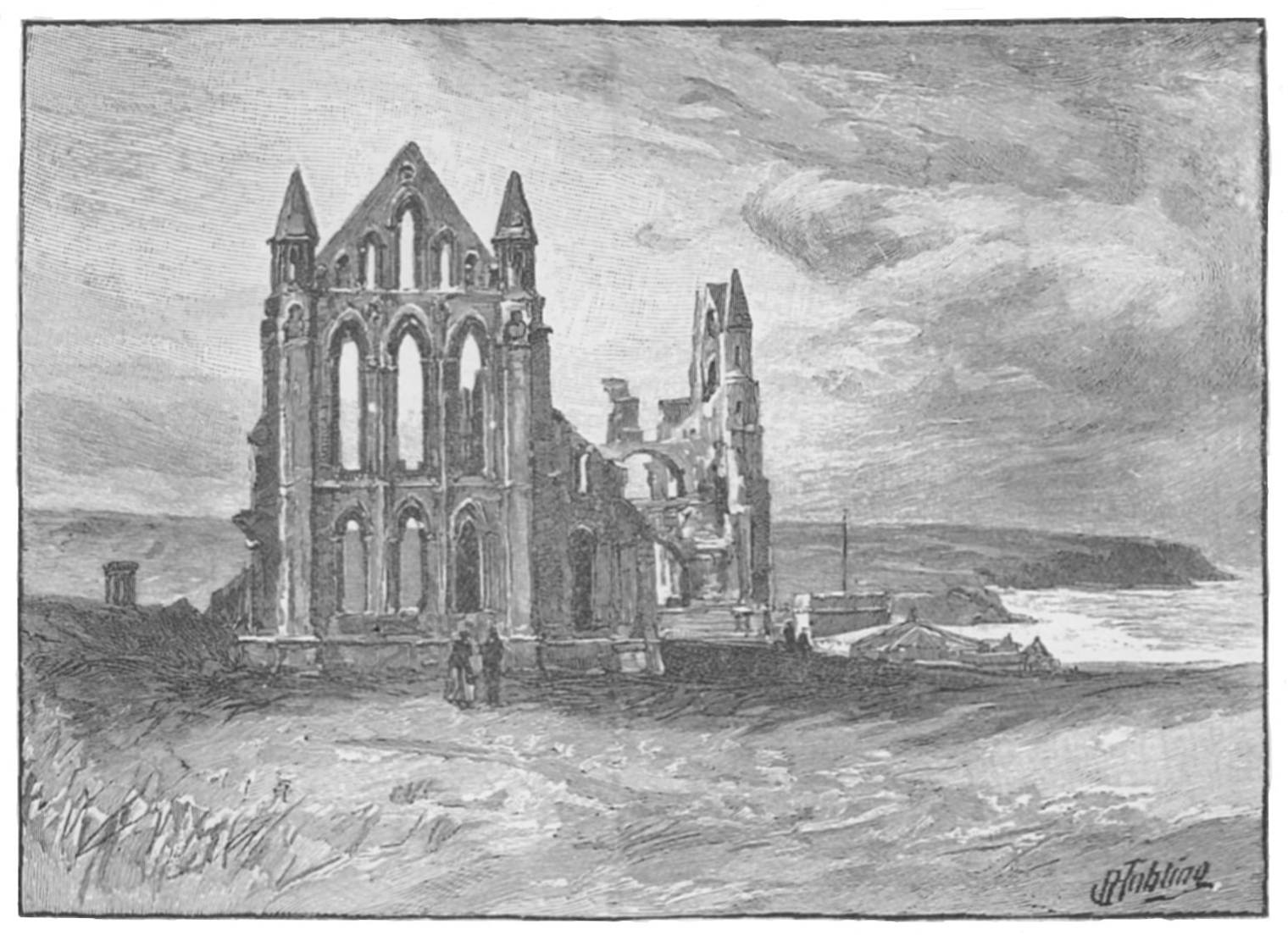
Ruinerna i Whitby Abbey i en bokillustration från 1909 för tankarna till Bram Stokers roman Dracula.

Under 1700-talet lämnade familjen klosterområdet helt, och det skulle dröja till 1880-talet innan deras arvtagare – nu under namnet Strickland – restaurerade bostadshuset.
Under 1800-talets allra sista år besökte Bram Stoker Whitby, och hittade där en gotisk miljö som passade väl in i hans roman Dracula. Stoker inspireras av vägen från hamnen upp till kyrkogården vid St Mary's Church, som i mörkret ligger i skuggan av klosterruinen. Romanen, som ursprungligen var tänkt som en pjäs, blir en succé och innehåller flera inspirationer från Stokers vistelse i Whitby och vid klostret.
I december 1914 utsattes Whitby Abbey för kraftig artilleribeskjutning från två tyska slagskepp. Sju människor i staden Whitby avled och klosterkyrkan skadades allvarligt under attacken.

### Whitby Abbey på 2020-talet
År 1920 överlämnade familjen Strickland fastigheten till engelska staten. I samband med det genomfördes omfattande utgrävningar, som bland annat påvisade en anglosaxisk bosättning. 
Klosterområdet är idag öppet för besökare, med klosterkyrkans ruin från 1200-talet som huvudsakligt besöksmål. Ett besökscentrum har byggts upp i 1700-talsherrgården Cholmley Manor, som har byggts på grunden av den gamla abbotbostaden.
Idag finns ett nytt kloster i Whitby, St Hilda’s Priory vid Sneaton Castle. Det grundades 1915 och tillhör den anglikanska nunneorden Order of the Holy Paraclete. Klostret är byggt med utsikt över East Cliff, där det ursprungliga Whitby Abbey är beläget.
Orten fortsätter att vara viktig för Engelska kyrkan, och en av Yorks stifts suffraganbiskopar tituleras biskop av Withby.

## Abbedisse- och abbotlängd

### Streoneshalh
Där inget annat anges i noter är uppgifterna i nedanstående abbotlängd hämtade från Catholic Encyclopedia (1913).
| Från | Till      | Abbedissa            | Kommentar |
| ---- | --------- | -------------------- | --- |
| 657  | 680       | Hilda av Whitby      | Kallades av Aidan av Lindisfarne som grundare och klostrets första abbedissa. Avled i ämbetet. |
| 680  | 687 (714) | Eanflæd och Aelfleda | Hustru och dotter till kung Oswiu av Northumbria. När Eanflæd avled styrde Aelfleda klostret själv, antingen tills munkar och nunnor jagades bort från klostret av danska vikingar eller till sin död 714, då klostret upphör att nämnas i källorna. |
|      |           |                      | |

### Benediktinerklostren
Vid återupprättandet var klostret först ställt under en prior. Från det andra återupprättandet 1109 var Whitby Abbey i stället ett abbotkloster. Där inget annat anges i noter är uppgifterna i nedanstående abbotlängd hämtade från A History of the County of York North Riding: Volume 3.
| Från            | Till             | Abbot                    | Kommentar                                                                       |
| --------------- | ---------------- | ------------------------ | ------------------------------------------------------------------------------- |
| cirka 1078      |                  | Reinfrid                 | prior                                                                           |
| senast 1087     |                  | Serlo de Percy           | Prior, bror till donatorn William de Percy.                                     |
|                 | förekommer 1109  | William de Percy         | Brorsson till donatorn WIlliam de Percy.                                        |
|                 | 1139             | Nicholas                 | Avled i ämbetet.                                                                |
|                 | 1148             | Benedict                 | Avsade sig ämbetet.                                                             |
| 1148            | 1175             | Richard I                | Tidigare prior i Peterborough, avled i ämbetet.                                 |
| 1177            |                  | Richard II de Waterville |                                                                                 |
| senast 1190     | 1211             | Peter                    | Avled i ämbetet.                                                                |
| 1212            | 1214             | vakant                   |                                                                                 |
| 1214            | 1222             | John de Evesham          | Avled i ämbetet.                                                                |
| 1223            | 1244             | Roger de Scardeburg      | Avled i ämbetet.                                                                |
| 1245            | 1258             | John de Staingrave       | Subprior, avsade sig ämbetet.                                                   |
| 1259            | 1265             | William de Brineston     | Avled i ämbetet.                                                                |
| 1265            | 1278             | Robert de Langetoft      | Förste abboten i Whitby att kallas som ledamot av parlamentet. Avled i ämbetet. |
| 1278            | 1304             | Wlliam de Kirkham        | Avled i ämbetet.                                                                |
| 1304            | 1322             | Thomas de Malton         | Avsade sig ämbetet.                                                             |
| 1322            | 1355             | Thomas de Hawkesgarth    | Avsade sig ämbetet.                                                             |
| 1355            |                  | William de Burton        |                                                                                 |
| 1374            | 1393             | John de Richmund         | Avled i ämbetet.                                                                |
| 1393            | 1394             | Peter de Hartlepool      | Avled i ämbetet.                                                                |
| 1394            | 1413             | Thomas de Bolton         | Avled i ämbetet.                                                                |
| 1413            | 1437             | John de Skelton          | Avled i ämbetet.                                                                |
| 1437            | 1462             | Hugh Ellerton            | Avled i ämbetet.                                                                |
| 1462            | 1475             | Thomas Pickering         | Avled i ämbetet.                                                                |
| 1475            | 1499             | William Colson           | Tidigare prior i Middlesbrough. Avled i ämbetet.                                |
| 1499            | 1501             | John Lovell              | Avled i ämbetet.                                                                |
| 1501            |                  | William Evesham          |                                                                                 |
| 1505            | 1514             | John Benested            | Avled i ämbetet.                                                                |
| 1514            | 1516             | John Bednell             | Avled i ämbetet.                                                                |
| 7 juli 1516     |                  | John Whitby              |                                                                                 |
| 18 january 1517 |                  | Thomas York              |                                                                                 |
| 13 april 1527   | 1537             | John Hexham              | Kallas även Topcliffe. Avsade sig ämbetet.                                      |
| 1538            | 14 december 1539 | Henry Davell             | Överlämnade klostret till kungen i samband med Klosterupplösningen.             |
|                 |                  |                          |                                                                                 |

## Källförteckning